# Motreff
Motreff település Franciaországban, Finistère megyében. Lakosainak száma 679 fő (2022. január 1.). Motreff Plévin, Tréogan, Carhaix-Plouguer és Saint-Hernin községekkel határos.

## Népesség
A település népességének változása:
| Lakosok száma | 753  | 646  | 664  | 716  | 711  | 706  | 703  | 701  | 707  | 679  |
|               | 1968 | 1982 | 1990 | 2006 | 2013 | 2015 | 2017 | 2019 | 2020 | 2022 |